# Casa Francesc Vilarassau
|  | No s'ha de confondre amb Casa-fàbrica Vilarasau. |

La Casa Francesc Vilarassau és un edifici situat als carrers de la Blanqueria, dels Assonaodors i de l'Allada (actualment Allada-Vermell) de Barcelona. Com que no està catalogat, li correspon la categoria D (bé d'interès documental), atorgada per defecte a tots els edificis del districte de Ciutat Vella.

## Història

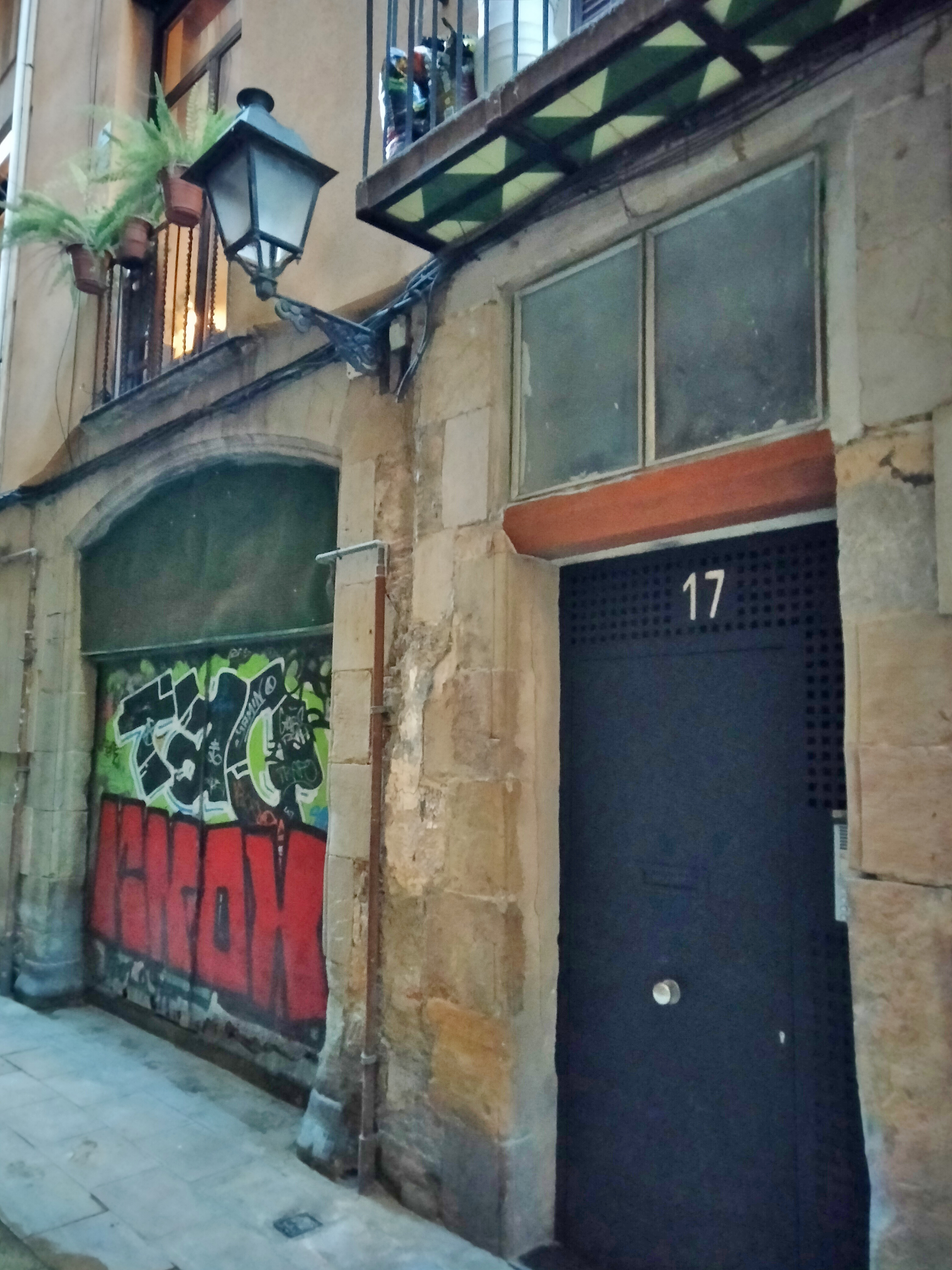
Portals del carrer de la Blanqueria

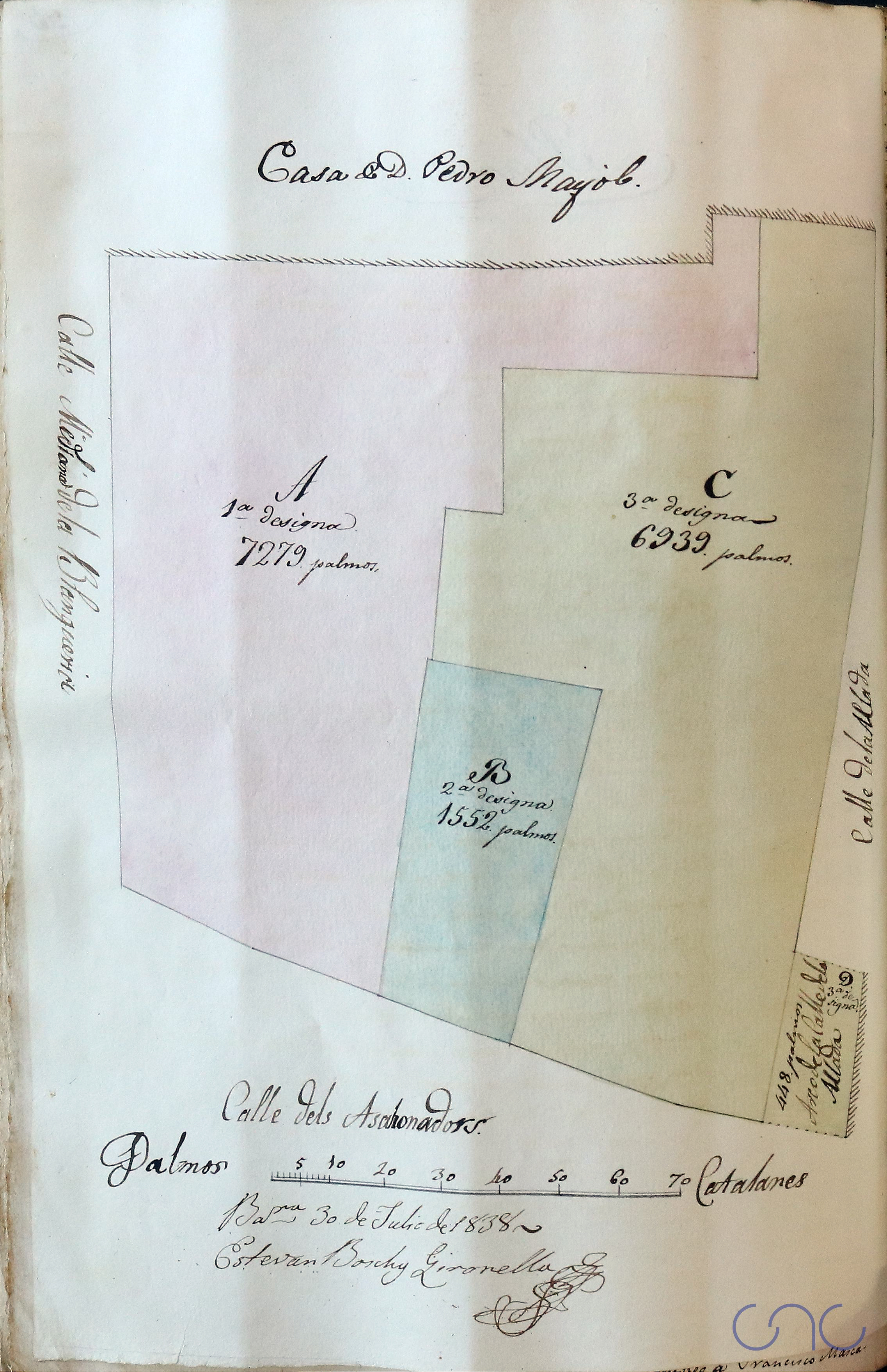
Plànol de les designes que componien la propietat

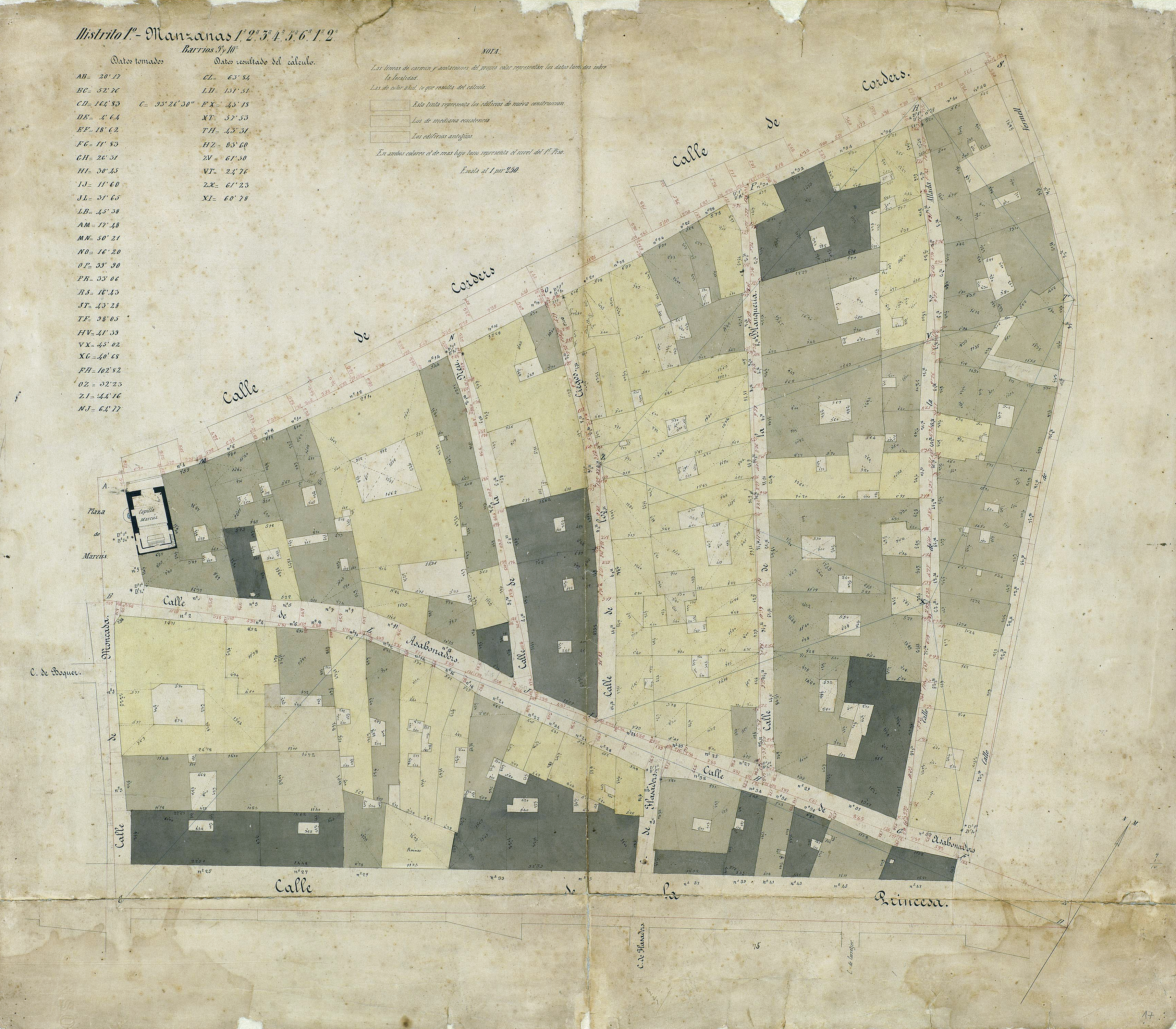
Quarteró núm. 17 de Garriga i Roca (c. 1860)

El 1780, el comerciant Antoni Pongem i Alabau va adquirir dues cases als carrers de la Blanqueria i dels Assaonadors, que va traspassar, a títol d'agnició de bona fe, al seu cunyat, el corredor reial de canvis Josep Saurí i Tria, casat amb la seva germana Gertrudis. Tot seguit, aquest va demanar permís per a variar-hi diverses obertures i refer l'empedrat del primer dels carrers, i novament el 1785 per a fer quatre balcons al segon pis de la façana del carrer dels Assaonadors. El 1787, Saurí va adquirir en emfiteusi una casa veïna als carrers dels Assaonadors i de l'Allada, i el 1788 i el 1790 va demanar permís per a fer-hi reformes.
Posteriorment, la propietat va passar per vincles familiars a mans del comerciant Salvador Taxonera del Bosch, soci de Maurici Prat i Pruns a la societat Prat i Taxonera del Bosch, que el 1806 va demanar permís per a reformar la banda del carrer de la Blanqueria. El 1816, la façana del carrer de l'Allada es trobava en mal estat, i va demanar permís per a col·locar-hi puntals, i novament el 1818 i 1819 per a reedificar-la, segons el projecte del mestre de cases Jaume Flaquer. A la mort de Salvador, la propietat fou heretada pel seu fill Zenó, corredor reial de canvis, que litigà contra els creditors del seu pare i del seu avi matern Josep Saurí.
El 1833, l'adroguer Josep Almirall i Alier, segrestador dels seus béns, va demanar permís per a reparar dos forats a la façana. Finalment, el 1838 el mateix Almirall i altres creditors van establir la propietat en emfiteusi al comerciant Francesc Vilarassau i Barnils. Poc després, el 1839, aquest va vendre al seu veí Pere Mayol un angle de la seva casa que s'entrellaçava amb la d'aquest al carrer de l'Allada, i va demanar permís per a reconstruir la façana del carrer dels Assaonadors a la cantonada amb el de l'Allada, segons el projecte de l'arquitecte Carles Gras i Alfonso. Tanmateix, els veïns s'oposaren a la reedificació de la volta sobre el carrer, el que va motivar que Vilarassau fos indemnitzat, 2/3 per ells i 1/3 per l'Ajuntament.
El 1844, Vilarassau va demanar permís per a transformar una finestra en porta al carrer de la Blanqueria, segons el projecte del mestre d'obres Jeroni Granell i Barrera, i el 1846, va ser admès al Col·legi de Corredors Reials de Canvis de Barcelona.